# 特利爾·貝爾福德
特利爾·貝爾福德（英語：Tyrell Belford；1994年5月6日—）是一位英格蘭足球運動員。在場上的位置是守門員。他現在效力於英格蘭足球甲級聯賽球隊牛津城。

## 外部連結
- 足球数据库：特利爾·貝爾福德的球员统计数据
- Profile at the official Swindon Town website